# جوریس رومیل
جوریس رومیل (فرانسوی: Jorris Romil‎؛ زادهٔ ۲۷ دسامبر ۱۹۹۴) بازیکن فوتبال اهل فرانسه است.

## باشگاهی
از باشگاه‌هایی که در آن بازی کرده‌است می‌توان به باشگاه فوتبال استاد رنس، باشگاه فوتبال بوردو و باشگاه فوتبال والنسین اشاره کرد.

## تیم ملی
وی همچنین در تیم ملی فوتبال گوادلوپ بازی کرده‌است.